# Fanny Da Rosa
Fanny Da Rosa López nascuda a Barcelona el 14 d'abril de 1931, on va cursar els seus estudis al col·legi de monges de les Concepcionistes, a l'Escola Universitaria d'Alts Estudis Mercantils, a la Facultat d'Història de l'Art i a l'Ananda Yoga Institut. És aquí on va realitzar en tres anys els estudis de professorat en Ciències Orientals, amb el professor Jorge Colomer. Va ampliar els seus estudis amb els professors Nil Hahoutoff i Van Lysabet, visitant l'Ashram de Ioga, d'Europa i de l'Índia. L'any 1990 va traslladar el seu domicili a Sitges, on col·labora amb l'Eco de Sitges com a crítica d'art. Ha publicat dos biografies de Pere Pruna, i també ha escrit la biografia de Josep Mestres Cabanes, l'escenògraf del Liceu de Barcelona. Com a escriptora és membre de l'ACEC, sòcia 577, i de CEDRO, sòcia 7816, que són Associacions Col·legials d'Escriptors de Catalunya.

## Obres
- Vida de Pere Pruna a Sitges, 1999
- Centenari i vida de Pere Pruna a Sitges, 2004
- Sempronio en primera persona, 2008
- Josep Mestres Cabanes, l'últim escenògraf del Liceu a Sitges, 2009
- Artistes contemporanis, pintors i escultors a Sitges, 2011
- El Museu contemporani de Sitges, 2012
- Viure a Sitges, 2014
- El misteri de l'India, 2014
- Vivències artístiques, Guia turística de Sitges, 2015
- Pintures religioses de Pere Pruna, 2016
- "Las Ciencias Orientales a Sitges", 2017.